# Преваранти (ТВ серија)
Преваранти (енг. Hustle) је британска телевизијска серија. Прва приказивања су на британском Би-Би-Сију, а у Србији гледаоци су је могли видети на Првом програму РТС-а. Гледаоци кабловске телевизије у Србији „Преваранте“ могу да гледају на каналима BBC Prime, FOX Crime, Атлас и „ХРТ 2“ под насловом Врхунски преваранти или Преваранти.

## Радња
Радња се одиграва око стручњака за преваре. Своје умеће користе за узимање туђег новца, нарочито богатих који су новац зарадили на непоштен начин, неморалних и бескрупулозних људи. Пет превараната изводи сложене преваре. Вођа скупа је Мики који осмишљава и планира све преваре. Најискуснији преварант је Алберт, ветеран у овом послу. Он углавном проналази и процењује жртве. Еш припрема и обезбеђује место како би све текло по плану. Женски члан екипе је Стејси која користи свој шарм у разним ситуацијама. Млади Дени је последњи члан, који као почетник у овим преварама мора да научи још много тога. У трећој сезони Мики одлази у Аустралију и враћа се у петој сезони. Једини чланови скупа који су увек ту су Алберт и Еш, пошто Стејси и Дени одлазе у 4 сезони. Нови чланови су Били који мења Микија у четврој сезони, и Ема и њен брат Шон који су заменили Стејси и Денија у новијим сезонама.

## Сезоне
У свакој сезони (до сада их је емитовано седам) има по шест епизода.
- 1. сезона (2004)
- 2. сезона (2005)
- 3. сезона (2006)
- 4. сезона (2007)
- 5. сезона (2009)
- 6. сезона (2010)
- 7. сезона (2011)
- 8. сезона (2012)